# NN-143
La carretera NN‑143 es una vía departamental secundaria que discurre dentro del municipio de San Francisco Libre, en el departamento de Managua. Conecta comunidades rurales cercanas al lago Xolotlán y facilita el acceso a zonas productivas.

## Trazado y cruces
| km   | Localidad / Punto | Departamento | Conexión / Ruta |
| ---- | ----------------- | ------------ | --------------- |
| 0,0  | Las Lomas         | Managua      | NN 142          |
| 5,6  | El Mico           | Managua      | Camino rural    |
| 12,7 | La Montaña        | Managua      | Fin de ruta     |

## Coordenadas
Uno de los tramos de la NN‑143 puede ser encontrado en las coordenadas: 12°06′36″N 86°14′24″O / 12.1100, -86.2400